# Juan Rubió
Juan de la Cruz Rubió y Bellver (Reus, 24 de abril de 1870-Barcelona, 30 de noviembre de 1952) fue un arquitecto, arqueólogo y político español. Discípulo de Antoni Gaudí, sus primeras obras se enmarcan en el modernismo catalán, aunque posteriormente evolucionó hacia un clasicismo de tendencia novecentista.

## Vida y obra

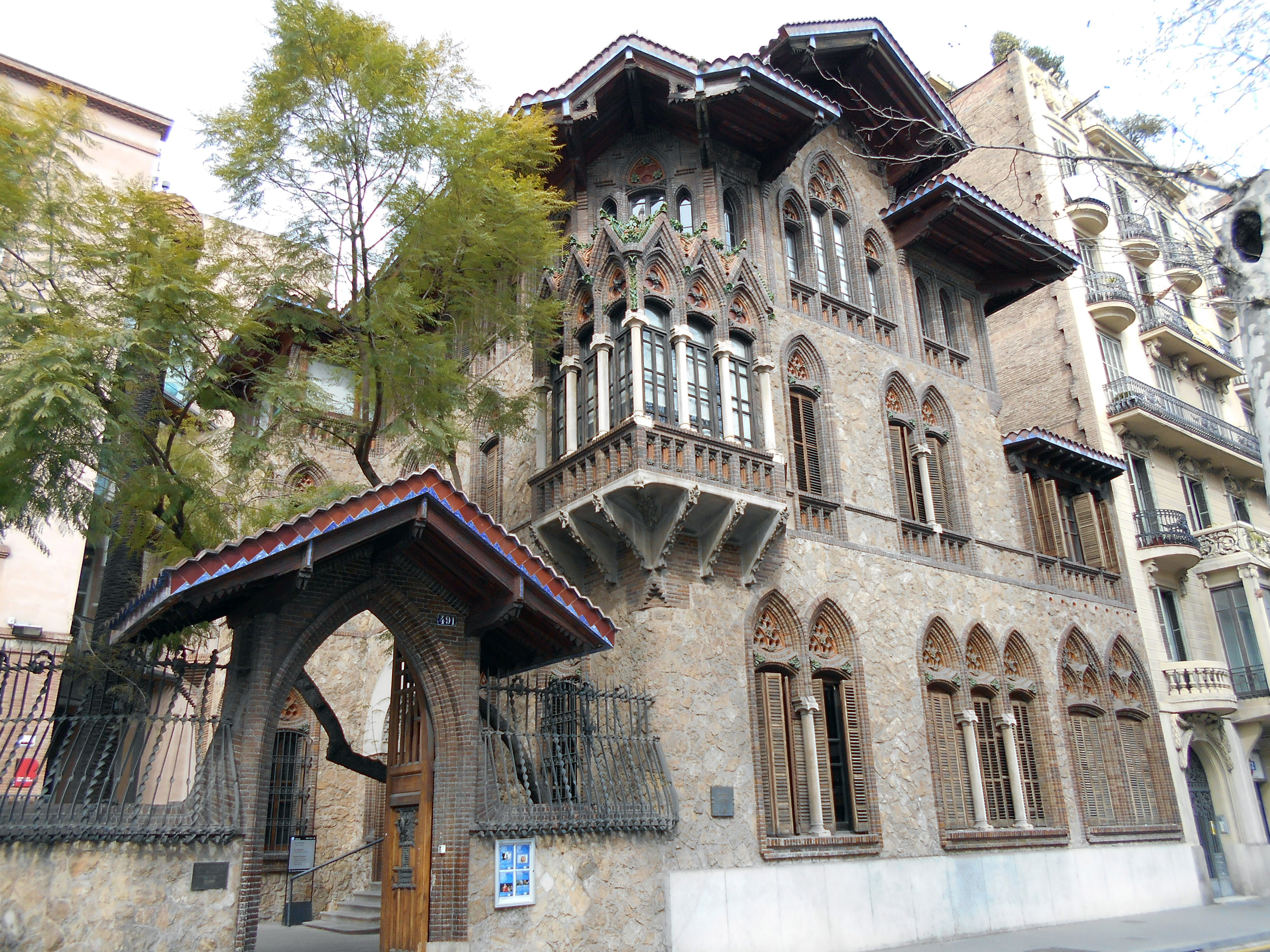
Casa Golferichs (1900-1901).

Nació el 24 de abril de 1870 en la localidad tarraconense de Reus.
Era hijo de Jaume Rubió Almirall y Bonaventura Bellver Tarrats, y hermano del ingeniero militar Mariano Rubió. Fue tío del arquitecto Nicolás María Rubió Tudurí y del ingeniero Santiago Rubió Tudurí, y abuelo de los arquitectos Ignasi de Solà-Morales i Rubió y Manuel de Solà-Morales i Rubió. Estudió en la Escuela Técnica Superior de Arquitectura de Barcelona, donde se tituló en 1893.
Fue discípulo de Antoni Gaudí, con el que trabajó entre 1893 y 1905, colaborando en obras como el Templo Expiatorio de la Sagrada Familia, la casa Batlló, la casa Calvet, la torre Bellesguard, el parque Güell, la restauración de la Catedral de Mallorca y la Colonia Güell, donde construyó la Cooperativa (con Francisco Berenguer, 1900) y diversas casas particulares, como Ca l'Ordal (1894) y Ca l'Espinal (1900). Rubió, de tendencia catalanista, fue uno de los principales impulsores de la vinculación de la obra de Gaudí —especialmente la Sagrada Familia— con la identidad catalana y las esencias tradicionales de la sociedad catalana.
Tras su colaboración con Gaudí desarrolló su propia producción, practicando un eclecticismo goticista, con uso intensivo del aparejo de ladrillo y minuciosidad en el diseño. Al ser nombrado arquitecto de la Diputación de Barcelona (1906) pasó a un clasicismo barroquizante, aunque siempre con pervivencia gaudiniana.
La mayoría de sus obras están en Barcelona. Una de las primeras fue la casa Golferichs (Gran Vía de las Cortes Catalanas 491, 1900-1901), de clara influencia gaudiniana, donde mostró las que serían sus principales características a lo largo de su obra: un concepto volumétrico que expresa la organización interna del edificio, una atención especial al diseño de cada detalle y la utilización de materiales tradicionales, como el ladrillo, la piedra trabajada y la mampostería.
Una de sus obras más singulares fue la casa Roviralta —también conocida como “Frare Blanc” («fraile blanco»)— (avenida del Tibidabo 31, 1903-1913), un edificio unifamiliar construido sobre los restos de una antigua masía perteneciente a un convento de dominicos —de ahí el apodo—, que combina el estuco blanco con los trabajos en ladrillo, especialmente en las balaustradas, los porches, los dinteles, las jambas y los hastiales; actualmente es un restaurante.

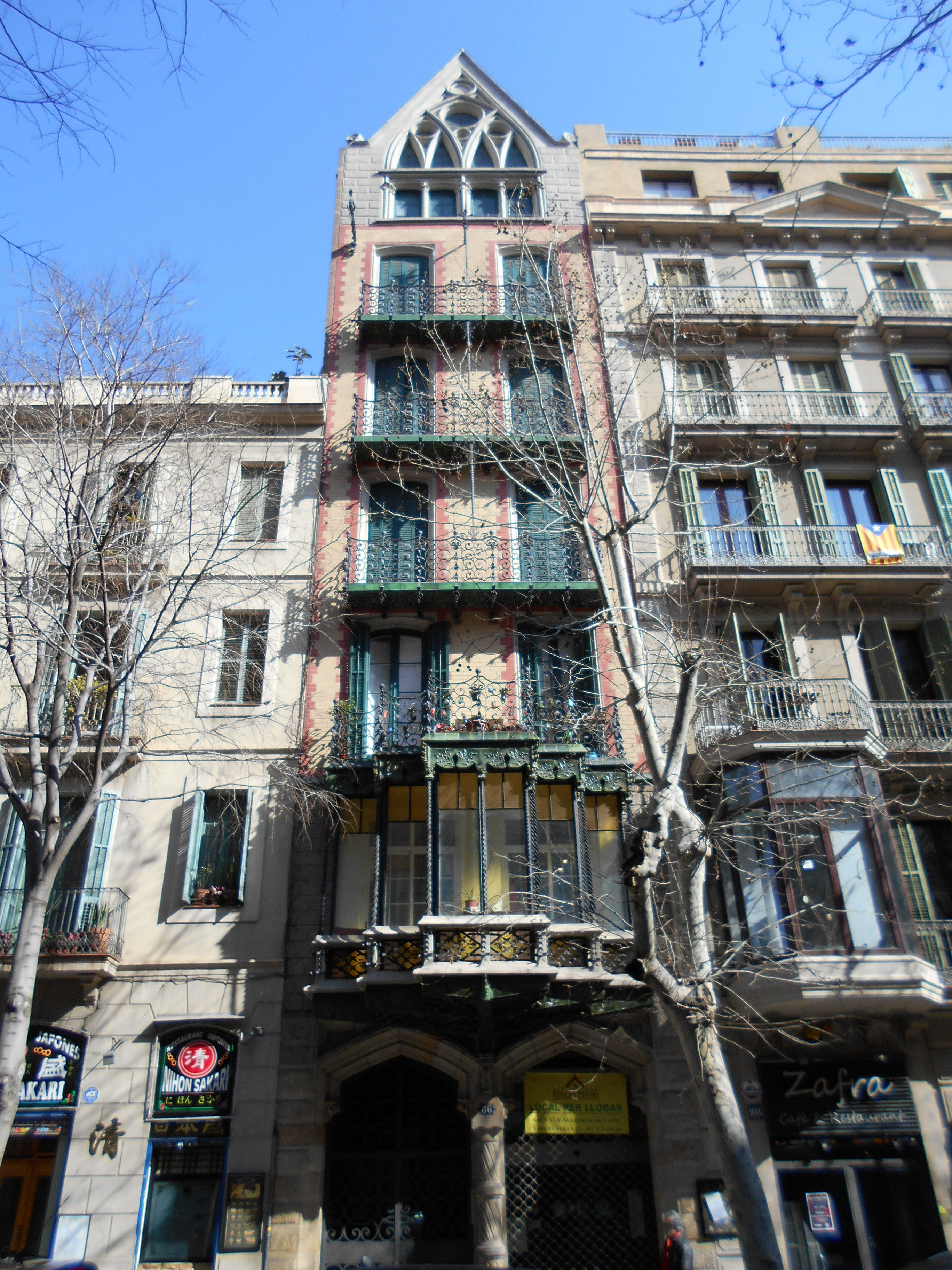
Casa Pomar (1904-1906).

Entre 1904 y 1906 edificó la casa Pomar (C/ Gerona 86), un edificio entre medianeras realizado en piedra, hierro forjado y cerámica, donde destaca la tribuna del piso principal y el coronamiento del edificio, con un remate triangular de tracería gótica.
Le siguió la casa Manuel Dolcet (avenida de Vallvidrera 44 bis, 1906-1907), formada por planta baja y dos pisos, de planta rectangular y un rico juego volumétrico de diversas cubiertas a dos o a cuatro aguas; en el segundo piso destaca una galería con columnas en espiral.
En 1907 realizó la casa Casacoberta (avenida del Tibidabo 56), un edificio unifamiliar diseñado con los habituales elementos estructurales del arquitecto: grandes aleros, balcones en las esquinas y vanos compuestos por diversas hiladas en degradación; destaca también el muro de cerramiento, realizado en ladrillo visto.
Al año siguiente realizó con el escultor Manuel Fuxá el Monumento a Manuel Milà i Fontanals, situado en el parque de la Ciudadela, formado por un pedestal de piedra sobre el que se sitúa un busto de mármol del filólogo homenajeado, catedrático de Literatura de la Universidad de Barcelona y figura insigne del romanticismo catalán.
Otro edificio unifamiliar es la casa Rialp (C/ Dominics 14, 1908-1910), realizado con mampostería, con planta rectangular y coronado por una torre poligonal; el comedor tiene una decoración pictórica de Joaquín Torres García.

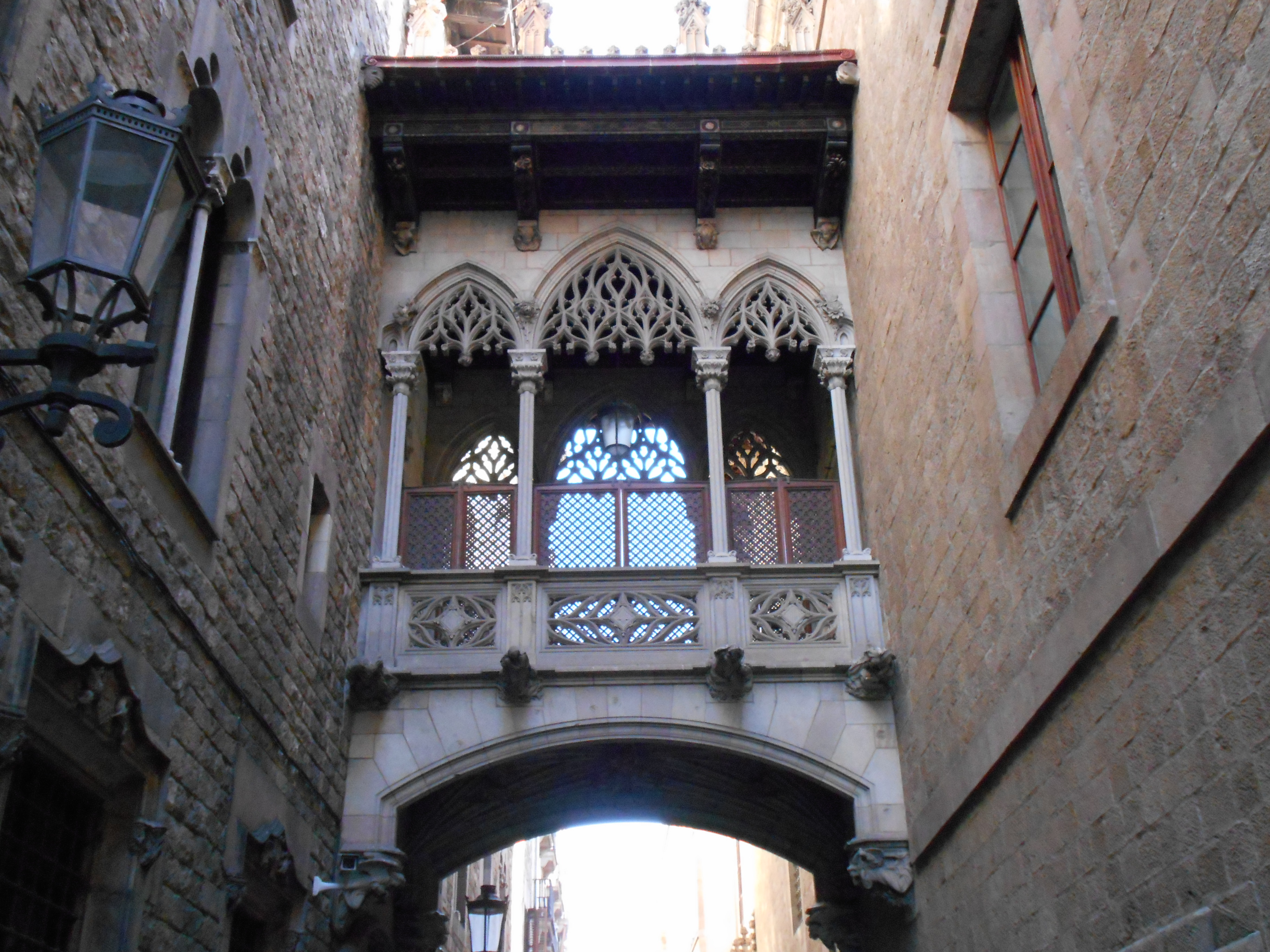
Puente flamígero de la calle del Bisbe (1928).

Entre 1927 y 1931 reformó la Escuela Industrial —antigua fábrica Batlló—, un edificio de Rafael Guastavino realizado entre 1870 y 1875, de cuya obra original solo se conserva el edificio del Reloj, la chimenea octogonal y la planta de hilados. La nueva escuela se empezó a construir en 1906 sobre la estructura de la fábrica y, en 1927, se incorporó Rubió, quien construyó el cuerpo de acceso y varios edificios, como la capilla y la residencia de estudiantes Ramon Llull.
Otras obras suyas en la ciudad condal son: la casa de los Matons (1899-1900), la casa Alemany (C/ del General Vives 29, 1900-1901), la casa Sánchez (C/ Escuelas Pías, 1901-1902), la casa Joan Valls (Ronda de San Pedro / Paseo de San Juan, 1901-1902), la casa Salvador Llovet (carretera de Sagrera a Horta, 1903), la casa Fornells (avenida del Tibidabo 37, 1903), el Pabellón de lavadero y desinfección El Castell (avenida de Vallvidrera s/s, 1903-1904), las casas Génova y Parellada (C/ Gerona 86, 1904-1905), la casa Clarasó (C/ Enrique Granados, 1905-1906), la fábrica algodonera Canals (C/ Monlau, 1906-1907), la casa Ripol-Noble (paseo de la Bonanova, 1909-1910), el Pabellón Rosa de la Casa Provincial de Maternidad y Expósitos de Barcelona (1915), la casa Roig (1915-1918), el edificio de Fomento de la Piedad y Biblioteca Balmes (C/ de Duran y Bas 9, 1916-1934), la casa Rubió (C/Bailén, 1926) y el puente de estilo gótico flamígero de la calle del Obispo, que une el palacio de la Generalidad de Cataluña con la casa de los Canónigos (1928).
Fuera de la capital catalana realizó: la casa Delgado en Gelida (1910), la iglesia de San Miguel de la Roqueta en Ripoll (1912), la casa Puigdomènech en San Feliu de Codinas (1912), los laboratorios Serra en Reus (1911-1912), la casa del Dr. Bonada en Ripoll (1912-1914), el Hospital de Campdevánol (1917), la casa Vilella en Sitges (1919), la reforma de la capilla y la masía de Sant Pere de Clarà en Argentona (1920), la casa Fontana en Rupit (1922), la iglesia de Raimat (1916-1918) y las Bodegas Raventós en la misma población (1924-1925), la casa Trinxet en San Feliu de Codinas (1923-1925), la casa Quadrada en Reus (1924-1926), el asilo del Santo Cristo en Igualada (1931-1946)y la iglesia del Carmen en Manresa (1940-1952).
También realizó varios proyectos en las islas Baleares: la fachada de la iglesia parroquial de San Bartolomé de Sóller (1904-1912), el monasterio de la Sagrada Familia en Manacor (1906-1908), el rosario del santuario de Lluch (1909-1913, con Josep Reynés), la casa Casasayas en Palma de Mallorca (1910-1911), la iglesia de Son Servera (1910), el Banco de Sóller (1910-1912), la casa Miquel Benimelis en Palma (1912-1913), el monumento a Jaime III en Lluchmayor (1923) y la restauración de la catedral de Santa María de Ciudadela (1939-1941).
Fuera de Cataluña fue autor de la farmacia Puig en la calle del Azoque, en Zaragoza (1908), la basílica del Sagrado Corazón en Gijón (1910-1925) y la restauración de la casa de san Ignacio de Loyola en Azpeitia (Guipúzcoa, 1920-1921).
Fue también concejal del Ayuntamiento de Barcelona (1905) y militante de la Lliga Regionalista, y colaboró con la Mancomunidad de Cataluña. Fue presidente del Círculo Artístico de San Lucas en dos ocasiones (1904-1906 y 1912-1914).

## Obras
- —— (1927). Tàber, mons barcinonensis: observacions escrites després de l'exposició pública de les "Visions" del Tàber, al claustre de la Seu. Barcelona.

## Galería
|               |             |
| Ca l'Espinal. | Ca l'Ordal. |

|                   |                                 |
| Casa Casacuberta. | Casa Roviralta ("Frare Blanc"). |